# Sayumi Suzushiro
Sayumi Suzushiro (jap. 鈴代 紗弓 Suzushiro Sayumi; ur. 4 lutego 1998 w prefekturze Kanagawa) – japońska seiyū, pracująca dla agencji Arts Vision. Jej pierwszą główną rolą była postać Akiry Ono w serialu anime Hi Score Girl. Znana jest również z ról Uruki Takemoto w Bokutachi wa benkyō ga dekinai, Kei Shirogane w Miłość to wojna oraz Nijiki Ijichi w Bocchi the Rock!. W 2020 roku otrzymała nagrodę dla najlepszej debiutującej aktorki podczas 14. gali rozdania nagród Seiyū Awards.

## Filmografia

### Seriale anime
2017
- Love Live! Sunshine!!(inne języki) – uczennica[2]
- Classicaloid – kobieta, pracownica[2]
- Konohana kitan[2]

2018
- Hi Score Girl – Akira Ono[4]
- Gundam Build Divers – Lip[2]
- Yuragi-sō no Yūna-san[2]
- Akanesasu shōjo[2]
- Gdy zakwitnie w nas miłość – Serizawa[2]

2019
- Kōya no Kotobuki hikōtai – Kylie[5]
- Miłość to wojna – Kei Shirogane[6]
- Bokutachi wa benkyō ga dekinai – Uruka Takemoto[7]
- Tsūjō kōgeki ga zentai kōgeki de ni kai kōgeki no okā-san wa suki desu ka? – Wise[8]
- Hi Score Girl II – Akira Ono[9]

2020
- A Certain Scientific Railgun T – Rakko Yumiya[10]
- Kaguya-sama wa kokurasetai? Tensai-tachi no renai zunōsen – Kei Shirogane
- Monster musume no oisha-san – Ily[11]
- Maō gakuin no futekigōsha – Himka Houra[12]

2021
- 86 – Kurena Kukumila[13]
- Seirei gensōki – Christina Beltrum[14]
- Odrodzony jako galareta – Nine-Head[15]

2022
- Shikkakumon no saikyō kenja – Lurie[16]
- Requiem króla róż – Lady Anne Neville[17]
- Mahōtsukai reimeiki – Holt[18]
- Kaguya-sama wa kokurasetai: Ultra Romantic – Kei Shirogane
- Kunoichi Tsubaki no mune no uchi – Asagao[19]
- Shine Post – Haru Nabatame[20]
- Bocchi the Rock! – Nijika Ijichi[21]

2023
- Blue Lock – Sena Naruhaya (odc. 15)
- Ijiranaide, Nagatoro-san 2nd Attack – Hana Sunomiya[22]
- Kono subarashii sekai ni bakuen wo! – Dodonko[23]
- Megami no Cafe Terrace – Ami Tsuruga[24]
- Hikikomari kyūketsu hime no monmon – Villhaze[25]

### Filmy anime
2019
- Kono subarashii sekai ni shukufuku wo!: Kurenai densetsu – Dodonko

2020
- Gekijōban High School Fleet – Keiko Nogiwa

### Gry wideo
2019
- Azur Lane – U-101[26]

2020
- Atelier Ryza 2: Lost Legends & the Secret Fairy – Cassandra Cappelli[27]

2021
- Arknights – Jackie[28]

2022
- Hyperdimension Neptunia: Sisters vs. Sisters – Maho[29]
- Dead or Alive Xtreme Venus Vacation – Amy[30]
- Blue Archive – Noa Ushio[31]

2023
- Master Detective Archives: Rain Code – Shinigami[32]